# Koning Boudewijnstichting
De Koning Boudewijnstichting (KBS) is een Belgische onafhankelijke en pluralistische stichting van openbaar nut. De stichting verzamelt filantropisch schenkingen en verdeelt deze over verschillende projecten. De KBS wil zo bijdragen tot meer rechtvaardigheid, democratie en respect voor diversiteit, met specifieke aandacht voor de thema's armoede, democratie, erfgoed, filantropie, gezondheid en migratie.

## Geschiedenis
De stichting werd opgericht in 1976 toen koning Boudewijn 25 jaar koning was. De stichting had toen een miljard Belgische frank verzameld (25 miljoen euro) door fondsenwerving en de uitgifte van speciale muntstukken en postzegels. Het budget van de stichting groeide gestaag, eind 2019 beheerde de stichting 1 miljard euro. 

## Inkomsten en projecten
Naast de opbrengsten van het eigen kapitaal en de donatie van de Nationale Loterij, zijn er de inkomsten van de Fondsen van personen, verenigingen en bedrijven. De Koning Boudewijnstichting ontvangt daarnaast giften en legaten. 
In 2021 gaven de Koning Boudewijnstichting en de Fondsen die ze beheert 132.541.857 euro aan steun aan 1.448 individuen en 3.508 organisaties voor projecten. 

### Actiedomeinen
Er wordt gewerkt volgens een aantal thema's. De belangrijkste thema's zijn (volgens de projectuitgaven in 2020): Gezondheid, Sociale rechtvaardigheid & armoede, Maatschappelijk engagement, Internationaal, Onderwijs en ontwikkeling van talenten, Erfgoed en cultuur, Klimaat, milieu en biodiversiteit en Europa.

## Interne structuur
De Adviesraad en de Raad van Bestuur van de Koning Boudewijnstichting tekenen de krachtlijnen voor het beleid uit. 
De voorzitter van de Koning Boudewijnstichting is sinds januari 2022 Pierre Wunsch. Hij werd zo de opvolger van Thomas Leysen. De afgevaardigd bestuurder is sinds mei 2022 Brieuc Van Damme die de positie overnam van Luc Tayart de Borms.

### Bestuur en organisatie
| Periode      | Voorzitter           |
| ------------ | -------------------- |
| ? - ?        | Franz de Voghel      |
| 1977 - 1986  | André Molitor        |
| ? - ?        | Andries Kinsbergen   |
| ? - ?        | Alfred Bourseaux     |
| 1994 - 1999  | Michel Didisheim     |
| 2000 - 2003  | Herman Vanden Berghe |
| 2004 - 2007  | Guy Quaden           |
| 2008 - 2011  | Peter Piot           |
| 2012 - 2015  | Françoise Tulkens    |
| 2016 - 2021  | Thomas Leysen        |
| 2022 - heden | Pierre Wunsch        |

| Periode      | Gedelegeerd bestuurder |
| ------------ | ---------------------- |
| 1982 - 1995  | Michel Didisheim       |
| 1996 - 2022  | Luc Tayart de Borms    |
| 2022 - heden | Brieuc Van Damme       |

Er werken een honderdtal medewerkers. 
De Koning Boudewijnstichting werkt vanuit Brussel. Naast de activiteiten in België heeft de KBS activiteiten in de VS, Canada, Afrika en Europa.

## Initiatieven
- Prins Albertfonds
- Prins Filipfonds
- Koning Boudewijnprijs voor Ontwikkeling in Afrika[4]
- Erfgoedfonds
- Goede doelen
- BELvue-museum
- Roefeldag